# Majhdhaar
Majhdhaar (Hindi: ; deutsche Bedeutung: mittendrin/mitten dabei) ist ein Bollywood-Film, der in Indien 1996 erschienen ist.

## Handlung
Gopal (Salman Khan), ein Waise, Krishna (Rahul Roy), der Sohn einer Pädagogin und Radha (Manisha Koirala), die Tochter des Aristokraten Raisaheb sind zusammen aufgewachsen und sehr enge Freunde, aber es gibt eine Schwierigkeit. Gopal und Krishna lieben beide Radha. Radha mag Gopal nur als Freund und liebt Krishna. Gopal weiß nicht, dass sich Radha und Krishna lieben. Radha und Krishna trauen sich nicht, sich ihre Liebe gegenseitig zu gestehen.
Eines Tages bittet Gopal Krishna darum, für ihn um Radhas Hand bei Raisaheb anzuhalten. Seinem Freund zuliebe tut er, worum Krishna ihn gebeten hat. Raisaheb mag Gopal, aber er will, dass Gopal nachweisen kann, dass er in der Lage ist, seinen Lebensunterhalt zu verdienen. Gopal verlässt die Stadt, um etwas aus sich zu machen, wie Krishna, der kurz vor seinem Rechtsexamen steht. 
Als Radha und Krishna die Nachricht erhalten, dass Gopal bei einem Flugzeugabsturz ums Leben gekommen ist, sind sie unendlich traurig. Radha gesteht Krishna nun ihre Liebe zu ihm und ihre Romanze beginnt. Plötzlich taucht Gopal überraschend wieder auf. Gopals Erscheinen bringt Radha und Krishna in ein Dilemma. Krishna will die Beziehung zwischen ihm und Radha nicht länger verheimlichen und beschließt, Gopal die Wahrheit zu sagen. Doch noch bevor er dazu kommt, ändern sich die Umstände und Radha heiratet Gopal.
Kurz nach der Hochzeit erfährt sie, dass sie bereits im zweiten Monat schwanger ist – von Krishna. Sie bekommt das Baby, aber hält es nicht mehr aus, Gopal wegen des Babys nicht die Wahrheit zu sagen. Sie verlässt Gopal und lässt das Baby bei Gopal.